# Christofer Tsimaras
Christofer ("Chris") Spiros Tsimaras (Grieks: Χρίστος Σπύρου Τσιμαράς) (Calgary, 9 april 1985) is een Grieks-Canadees langebaanschaatser. Vanaf januari 2007 vertegenwoordigt hij zijn vaderland, Griekenland, bij het langebaanschaatsen. Sindsdien schaatste hij drie Griekse records, op zowel de 500, 1000 als de 1500 meter.

## Biografie
Op zesjarige leeftijd begon Tsimaras met het spelen van ijshockey, de nationale wintersport van Canada. Hij moest echter stoppen toen hij zestien jaar was, omdat hij geblesseerd raakte en daarom verschillende operaties aan zijn schouders moest ondergaan. Zijn broer adviseerde hem om te gaan langebaanschaatsen, deze sport beoefende hij zelf immers ook toen hij jonger was.
Tsimaras schaatse daarna een aantal jaar in Canada, hij deed onder andere mee aan een Canadees Allroundkampioenschap. Maar in die jaren bleek dat hij onder een Canadese licentie nooit internationaal uit zou kunnen komen, omdat er te veel concurrentie was voor te weinig plaatsen.
Hij besloot daarop om voor Griekenland uit te komen, dit was mogelijk omdat zijn vader, Panagiotis Tsimaras, op drieëntwintigjarige leeftijd emigreerde van Griekenland naar Canada. Vanaf januari 2007 kon hij daarom uitkomen voor de Hellenic ice Sports Federation (de Griekse schaatsbond) en daarbij ook deelnemen aan de wereldbeker. Hij schaatste alleen in de B-groep van de wereldbeker, hij wist hierbij geen punten te behalen. Zijn beste prestatie is de dertiende plaats op de 500 meter in Salt Lake City in het seizoen 2007-2008. Verder was zijn beste resultaat op de 1000 meter de zestiende positie bij een wereldbekerwedstrijd in Kolomna in het seizoen 2008-2009, dat was in het seizoen dat hij deel uitmaakte van de internationale schaatsploeg SportNavigator.nl.

## Persoonlijke records
| Afstand    | Tijd    | Datum             | Baan    |
| ---------- | ------- | ----------------- | ------- |
| 500 meter  | 0 36,62 | 15 maart 2008     | Calgary |
| 1000 meter | 1.12,65 | 17 maart 2007     | Calgary |
| 1500 meter | 1.57,13 | 26 september 2009 | Calgary |
| 3000 meter | 4.57,17 | 2 januari 2004    | Calgary |

## Resultaten
| Jaar | Wereldbeker              |
| ---- | ------------------------ |
| 2008 | 0p 500m 0p 1000m         |
| 2009 | 0p 100m 0p 500m 0p 1000m |
| 2010 | 0p 500m 0p 1000m         |

0p = wel deelgenomen, maar geen punten behaald